# Барвихинский сельский округ
Барвихинский сельский округ — упразднённая административно-территориальная единица, существовавшая на территории Одинцовского района Московской области в 1994—2006 годах.
Барвихинский сельсовет был образован в первые годы советской власти. По данным 1924 года он входил в состав Козловской волости Московского уезда Московской губернии.
В 1926 году Барвихинский с/с включал село Барвиха и посёлок Барвиха.
В 1929 году Барвихинский сельсовет вошёл в состав Кунцевского района Московского округа Московской области. При этом к нему был присоединён Хлюпинский с/с.
14 июня 1954 года к Барвихинскому с/с были присоединены Подушкинский и Ромашковский сельсоветы.
28 июля 1960 года в связи с упразднением Кунцевского района Барвихинский с/с был передан в Красногорский район.
17 декабря 1960 года к Барвихинскому с/с был присоединён Усовский сельсовет. Одновременно из Барвихинского с/с в административное подчинение дачному посёлку Немчиновка было передано селение Ромашково.
1 февраля 1963 года Красногорский район был упразднён и Барвихинский с/с вошёл в Звенигородский сельский район. 11 января 1965 года Барвихинский с/с был передан в новый Одинцовский район.
3 февраля 1994 года Барвихинский с/с был преобразован в Барвихинский сельский округ.
В ходе муниципальной реформы 2004—2005 годов Барвихинский сельский округ прекратил своё существование как муниципальная единица. При этом все его населённые пункты были переданы в сельское поселение Барвихинское.
29 ноября 2006 года Барвихинский сельский округ исключён из учётных данных административно-территориальных и территориальных единиц Московской области.